# Ursula Wiederkehr
Ursula Wiederkehr (* 18. Oktober 1962 in Karlsruhe als Ursula Brauch) ist eine ehemalige deutsche Ruderin.
Sie wuchs im Karlsruher Stadtteil Mühlburg auf und machte ihr Abitur auf dem Mädchengymnasium St. Dominikus. Nach einem dualen Studium arbeitet sie bei der Stadt Karlsruhe im Rechnungsprüfungsamt. Seit 1990 ist sie mit Martin Wiederkehr verheiratet. Sie ist Mutter von drei Kindern.

## Sportliche Laufbahn
Ursula Wiederkehr, die für den Karlsruher Ruder-Verein Wiking v. 1879 ruderte, wurde 1982 und 1984 Deutsche Meisterin mit dem Doppelvierer mit Steuerfrau. Bei den Olympischen Sommerspielen 1984 in Los Angeles schied sie in der Regatta mit dem Einer im Hoffnungslauf aus.